# Сушки (Хмельницкая область)
Сушки (укр. Сушки) — село в Красиловском районе Хмельницкой области Украины.
Население по переписи 2001 года составляло 93 человека. Почтовый индекс — 31073. Телефонный код — 3855. Занимает площадь 0,459 км². Код КОАТУУ — 6822787205.

## Местный совет
31073, Хмельницкая обл., Красиловский р-н, с. Михайловцы, ул. Первомайская